# Irán en los Juegos Paralímpicos de Atlanta 1996
Irán estuvo representado en los Juegos Paralímpicos de Atlanta 1996 por un total de 30 deportistas, 28 hombres y dos mujeres.

## Medallistas
El equipo paralímpico iraní obtuvo las siguientes medallas:
| Nombre | Deporte                   | Evento                                      |
| --- | ------------------------- | ------------------------------------------- |
| Oro |                           |                                             |
| Gader Modaber | Atletismo                 | Disco F51 masculino                         |
| Gader Modaber | Atletismo                 | Jabalina F51 masculino                      |
| Gader Modaber | Atletismo                 | Peso F51 masculino                          |
| Hosein Aga-Bargchi | Atletismo                 | Disco F35 masculino                         |
| Abdolreza Yokar | Atletismo                 | Disco F52 masculino                         |
| Mojtar Nurafshan | Atletismo                 | Jabalina F53 masculino                      |
| Mohamad Reza Mirzai | Atletismo                 | Jabalina F56 masculino                      |
| Enayatolá Bojarai | Tiro                      | Rifle de aire en posición tendida SH1 mixto |
| Golam Ajavan Farshid Ashuri Mohsen Barati Yalil Imeri Parviz Firuzi Ali Golkar Ali Kashfia Hadi Rezai Aliakbar Salavatian Hasan Shahi Ahmad Shivani Mayid Soleimani | Voleibol sentado          | Torneo masculino                            |
| Plata |                           |                                             |
| Mojtar Nurafshan | Atletismo                 | Disco F53 masculino                         |
| Mojtar Nurafshan | Atletismo                 | Peso F53 masculino                          |
| Mohamad Sadegui Mehryar | Atletismo                 | Disco F55 masculino                         |
| Mohamad Sadegui Mehryar | Atletismo                 | Peso F55 masculino                          |
| Fereydun Karimipur | Levantamiento de potencia | –56 kg masculino                            |
| Bronce |                           |                                             |
| Abdolreza Yokar | Atletismo                 | Jabalina F52 masculino                      |
| Alahbajsh Akbari | Levantamiento de potencia | –60 kg masculino                            |
| Zeinal Siavoshani | Levantamiento de potencia | –67,5 kg masculino                          |